# Nevis

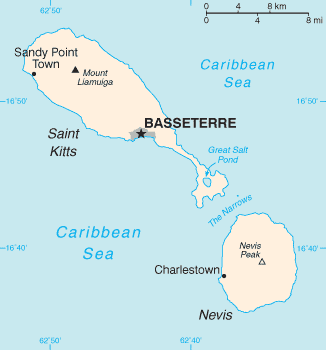
Đảo Nevis

Nevis (/[invalid input: 'icon']ˈniːvɪs/) là một hòn đảo tại biển Caribe. Đảo nằm gần cực bắc của Tiểu Antilles, cách khoảng 350 km về phía đông-đông nam của Puerto Rico và 80 km về phía tây của Antigua. Hòn đảo có diện tích 93 km² này thuộc cung phía trong của chuỗi đảo Leeward của Tây Ấn. Thủ phủ của Nevis là Charlestown.
Nevis và hòn đảo Saint Kitts ở phía tây bắc tạo thành đảo quốc Saint Kitts và Nevis. Hai hòn đảo bị tách biệt qua một kênh nông rộng 2 mi (3,22 km) được gọi là "The Narrows". Nevis có hình nón với một đỉnh núi lửa gọi là Đỉnh Nevis ở trung tâm. Trên các bờ biển phía tây và bắc là các bãi biển, kết hợp hợp giữa cát san hô trắng với cát nâu và đen đã bị xói mòn và rửa trôi từ các đá núi lửa trên đảo. Các đồng bằng ven biển dốc thoai thoải (rộng 0,6 mi/1 km) có các suối nước ngọt tự nhiên cũng như các suối nước nóng núi lửa không thể uống được, đặc biệt là dọc theo bờ biển phía tây.
Hòn đảo được đặt tên là Oualie ("Vùng đất của các nguồn nước tốt") bởi người Carib và Dulcina ("Đảo Ngọt") bởi những người định cư Anh đầu tiên. Tên gọi Nevis, bắt nguồn từ tiếng Tây Ban Nha, Nuestra Señora de las Nieves (nghĩa là Đức Mẹ Tuyết); tên gọi xuất hiện trên bản đồ lần đầu tiên vào thế kỷ 16. Nevis cũng được biết đến với tên lóng "Nữ hoàng của người Caribe", bắt đầu từ thế kỷ 18, khi các đồn điền mía đường đã tạo nên nhiều của cải cho người Anh.
Nevis có ý nghĩa lịch sử đặc biệt với người Mỹ vì đây là nơi sinh và nơi sinh sống thời thơ ấu của Alexander Hamilton. Với người Anh, Nevis là nơi Horatio Nelson được làm một thuyền trưởng trẻ tuổi, và là nơi ông đã gặp và kết hôn với một phụ nưc Nevis, Frances Nisbet, góa phụ trẻ tuổi của một chủ đồn điền.
Phần lớn trong tổng số 12.000 cư dân Nevis là người gốc Phi. Tiếng Anh là ngôn ngữ chính thức và tỉ lệ biết chữ lên tới 98%, ismột trong những nơi cao nhất ở Tây Bán cầu.